# Skadowsk
Skadowsk (ukrainisch Скадовськ; russisch Скадовск) ist eine Hafenstadt und ein Zentrum des Tourismus im Süden der südukrainischen Oblast Cherson mit etwa 18.000 Einwohnern.

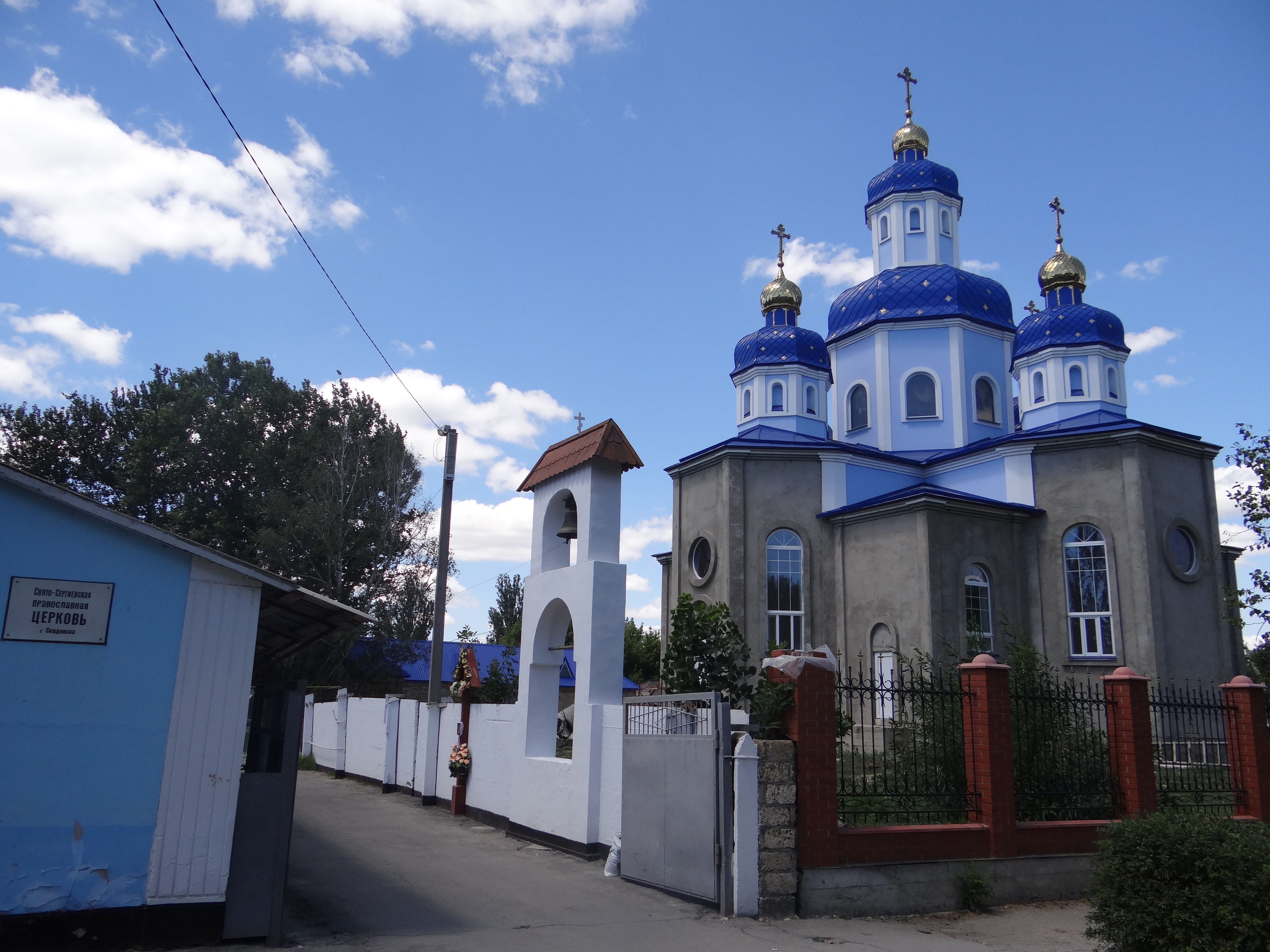
Kirche im Ort

Die Stadt liegt 100 km südlich vom Oblastzentrum Cherson entfernt am Ufer des Schwarzen Meeres an der Dscharylhatsch-Bucht gegenüber der Insel Dscharylhatsch.
Sie ist Verwaltungssitz des gleichnamigen Rajons.

## Geschichte
Das Gebiet der heutigen Stadt war bereits in der Bronzezeit besiedelt, wovon heute noch Relikte der Kurgankultur zeugen. Bei archäologischen Ausgrabungen wurden auch Siedlungsspuren von Skythen und Sarmaten entdeckt. Im Mittelalter gehörte das Gebiet lange Zeit zum Krimkhanat, das unter der Schutzherrschaft des osmanischen Reichs stand. Damals gab es in der Nähe der heutigen Stadt eine tatarische Fischersiedlung mit dem Namen Ali-Agok (ukrainisch und russisch: „Алі-Агок“).
1894 kam es zur Gründung der heutigen Ortschaft, die nach dem deutschstämmigen Adligen Sergiy Baltasarowitsch Skadowskiy benannt wurde, dem dieses Gebiet gehörte. Zunächst hieß der Ort Skadowskiy, 1895 erhielt die Stadt ihren heutigen Namen (bis 1933 noch länger Скадовське Skadowske). Wichtigster Entwicklungsfaktor war zu dieser Zeit der Hafen, von dem aus Getreide, Wolle und Lammfleisch, insbesondere nach Westeuropa, verschifft wurden. 1899 lebten in der Stadt bereits etwa 2.000 Einwohner. Bereits damals hatte auch der Kurtourismus eine gewisse Bedeutung. In der ersten Hälfte des 20. Jahrhunderts ging die Bevölkerungszahl im Zuge des Russischen Bürgerkriegs und des Zweiten Weltkriegs stark zurück. In der Zeit der Sowjetunion wurden die Kureinrichtungen weiter ausgebaut.
Am 24. Februar 2022 begannen russische Truppen auf Befehl des russischen Präsidenten Putin den russischen Überfall auf die Ukraine. Der Hafen von Skadowsk befand sich seit dem 9. März 2022 wie später auch die Häfen Mariupol, Berdjansk und Cherson nicht mehr unter der Kontrolle der Ukraine und wurde deshalb offiziell geschlossen. Die Besatzer nahmen den Bürgermeister gefangen, woraufhin Bewohner vor dem Rathaus lautstark dessen Freilassung forderten. Nach mehreren solcher Proteste wurden die Kundgebungen gewaltsam aufgelöst. Eine der Teilnehmerinnen, die diese Proteste gefilmt und die Filme in das Internet hochgeladen hatte, hatte noch im Oktober gerufen, dass Skadowsk ukrainisch sei. Sie wurde deshalb laut Augenzeugenberichten Mitte Oktober öffentlich hingerichtet. Die Financial Times versuchte, die Vorkommnisse so gut wie möglich zu verifizieren, und konnte auch den Totenschein einsehen. Eine Frau sagte, dass der früher ruhige Badeort Skadowsk nun ein Konzentrationslager geworden sei.

## Wappen
Das Stadtwappen wurde 1994 entworfen. Es bezieht sich mit den Symbolen eines Ankers, einer Ähre, eines Bewässerungskanals und eines Sonnenschirms auf die wesentlichen Wirtschaftsbereiche der Stadt: den Hafen, die Landwirtschaft und den Tourismus.

## Wirtschaft und Verkehr
Wirtschaftlich sind insbesondere der Hafen und die Nahrungsmittelindustrie von Bedeutung. Vom Hafen aus bestehen u. a. regelmäßige Fährverbindungen nach Batumi (Georgien), Thessaloniki (Griechenland) und Samsun (Türkei). Die nächste Eisenbahnstation befindet sich im 52 km entfernten Kalantschak.

## Verwaltungsgliederung
Am 12. Juni 2020 wurde die Stadt zum Zentrum der neugegründeten Stadtgemeinde Skadowsk (ukrainisch Скадовська міська громада/Skadowska miska hromada), zu dieser zählen auch noch die 18 in der untenstehenden Tabelle angeführten Dörfer sowie die 9 Ansiedlungen Antoniwka, Blahodatne, Hruschiwka, Oserne, Petropawlika, Selene, Stepne, Tawrija und Wyschnewe, bis dahin bildete sie die gleichnamige Stadtratsgemeinde Skadowsk (Скадовська міська рада/Skadowska miska rada) im Süden des Rajons Skadowsk.
Folgende Orte sind neben dem Hauptort Skadowsk Teil der Gemeinde:
| Name                     | Name              | Name                                     |
| ukrainisch transkribiert | ukrainisch        | russisch                                 |
| ------------------------ | ----------------- | ---------------------------------------- |
| Andrijiwka               | Андріївка         | Андреевка (Andrejewka)                   |
| Antoniwka                | Антонівка         | Антоновка (Antonowka)                    |
| Blahodatne               | Благодатне        | Благодатное (Blagodatnoje)               |
| Chatky                   | Хатки             | Хатки (Chatki)                           |
| Dariwka                  | Дарівка           | Даровка (Darowka)                        |
| Hostropodoljanske        | Гостроподолянське | Остроподолянское (Ostropodoljanskoje)    |
| Hruschiwka               | Грушівка          | Грушёвка (Gruschjowka)                   |
| Krasne                   | Красне            | Красное (Krasnoje)                       |
| Mala Androniwka          | Мала Андронівка   | Малая Андроновка (Malaja Andronowka)     |
| Malooleksandriwka        | Малоолександрівка | Малоалександровка (Maloalexandrowka)     |
| Mykolajiwka              | Миколаївка        | Николаевка (Nikolajewka)                 |
| Nowoukrajinka            | Новоукраїнка      | Новоукраинка (Nowoukrainka)              |
| Oserne                   | Озерне            | Озёрное (Osjornoje)                      |
| Petriwka                 | Петрівка          | Петровка (Petrowka)                      |
| Petropawlika             | Петропавлівка     | Петропавловка (Petropawlowka)            |
| Prymorske                | Приморське        | Приморское (Primorskoje)                 |
| Oleksandriwka            | Олександрівка     | Александровка (Alexandrowka)             |
| Radisne                  | Радісне           | Радостное (Radostnoje)                   |
| Schewtschenko            | Шевченко          | Шевченко                                 |
| Schyroke                 | Широке            | Широкое (Schirokoje)                     |
| Selene                   | Зелене            | Зелёное (Seljonoje)                      |
| Stepne                   | Степне            | Степное (Stepnoje)                       |
| Tarassiwka               | Тарасівка         | Тарасовка (Tarassowka)                   |
| Tawrija                  | Таврія            | Таврия                                   |
| Uljaniwka                | Улянівка          | Ульяновка (Uljanowka)                    |
| Welyka Androniwka        | Велика Андронівка | Великая Андроновка (Welikaja Andronowka) |
| Wyschnewe                | Вишневе           | Вишнёвое (Wischnjowoje)                  |

## Söhne und Töchter der Stadt
- Oles Sylyn (1913–2007), Architekt; Held der Ukraine[6]
- Oleksandr Kapustin (* 1977), Ruderer[7]
- Dmytro Tschumak (* 1990), Gewichtheber[8]
- Hanna Kosenko (* 1991), Gewichtheberin